# 石灰海綿綱
石灰海綿綱（せっかいかいめんこう、Calcarea）は、海綿動物門に属する動物である。炭酸カルシウムからなる方解石やアラレ石でできた骨針を持つことで知られている。多くの種の骨針は先端が3つに分かれている。先端が2つや4つに分かれている種もいる。

## 生態

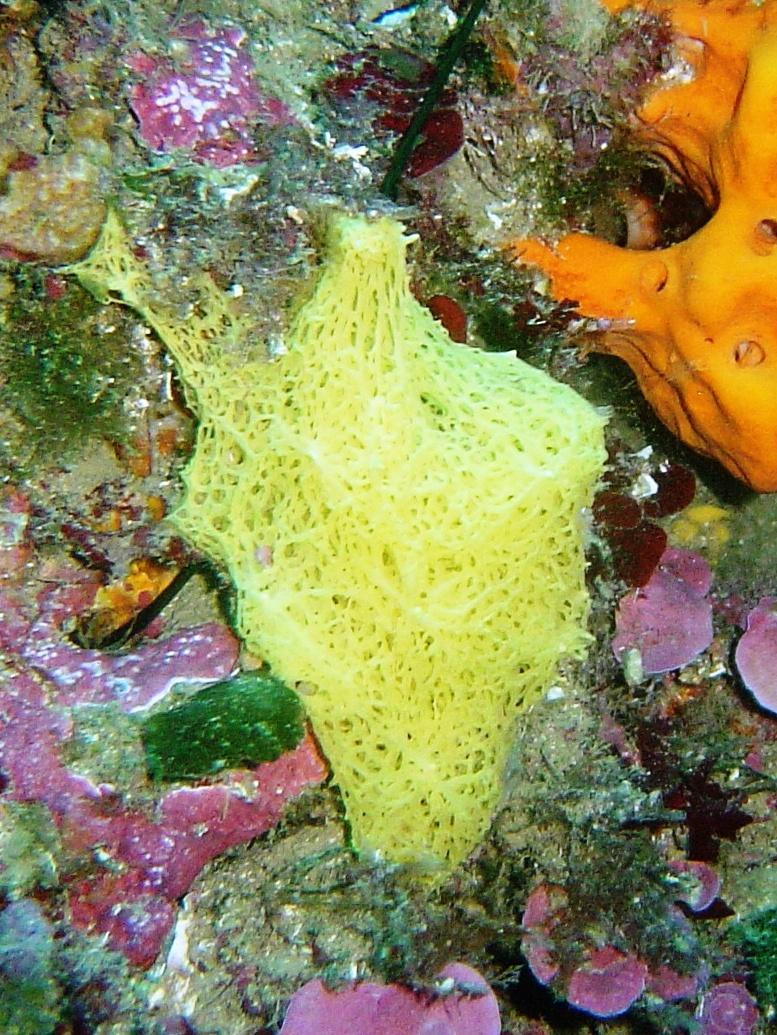
Clathrina clathrus

石灰海綿綱に属する全ての種は完全に海産で、世界中に分布するが、熱帯の浅い海で見つかることが多い。他の海綿と同様、固着性であり、濾過摂食する。
石灰海綿綱には、アスコン型、サイコン型、ロイコン型の3種類全ての構造のものが存在する。通常、石灰海綿綱は小さく、高さは10cm以下で、色は淡褐色である。しかし、鮮やかな色の種も知られている。
石灰海綿綱には、花瓶のような円対称の形のものから、細い管の網細工が群体を作っているもの、不定形のものまで存在する。骨格は網状か蜂の巣状の構造である。

## 分類
海綿動物門には15000以上の種が存在するが、そのうち400種が石灰海綿綱である。
石灰海綿綱はカンブリア紀に初めて現れ、白亜紀に最も分布を広げた。近年の分子解析により、独立した門の分類にすべきだとも提案されている。
現生種は2つの亜綱、5つの目に分類される。
カルキネア亜綱 Calcinea
- Clathrinida
  - incertae sedis - Leucomalthe bomba
  - Clathrinidae - 2属86種
  - Leucaltidae - 4属20種
  - Leucascidae - 2属16種
  - Leucettidae - 2属22種
  - Levinellidae - 3属4種
  - Soleneiscidae - 2属13種
- Murrayonida
  - Lelapiellidae - 1属1種 Lelapiella incrustans
  - Murrayonidae - 1属1種 Murrayona phanolepis
  - Paramurrayonidae - 1属1種 Paramurrayona corticata

カルカロネア亜綱 Calcaronea
- Baerida
  - Baeriidae - 4属11種
  - Lepidoleuconidae - 1属1種 Lepidoleucon inflatum
  - Trichogypsiidae - 3属5種
- Leucosolenida
  - Achramorphidae - 2属10種
  - Amphoriscidae - 3属34種
  - Grantiidae - 12属202種
  - Heteropiidae - 7属65種
  - Jenkinidae - 6属11種
  - Lelapiidae - 5属8種
  - Leucosoleniidae - 3属47種
  - Sycanthidae - 2属4種
  - ケツボカイメン科 Sycettidae - 2属90種
- Lithonida
  - Minchinellidae - 5属18種
  - Petrobionidae - 1属1種 Petrobiona massiliana